# Franz Eugen Dostal
Franz Eugen Dostal (* 16. April 1935 in Wien; † 14. Dezember 2024) war ein österreichischer Komponist, Dirigent, Regisseur und Dramaturg.

## Leben
Franz Eugen Dostal war zunächst Wiener Sängerknabe. Von 1948 bis 1956 studierte er an der Wiener Musikhochschule (Komposition bei Joseph Marx, Karl Schiske, Orgel bei Karl Josef Walter, Dirigieren bei Reinhold Schmid). In den Jahren 1953/54 ging er an die Schauspielschule Krauss (Schauspiel, Regie) und wechselte von 1968 bis 1970 an die Universität Wien, wo er Theater- und Musikwissenschaft studierte.
In den Jahren von 1953 bis 1981 war Dostal u. a. Assistent von Karl Böhm und gab von 1956 bis 1964 als Chefredakteur die Zeitschrift Der Opernfreund heraus. Im Jahr 1957 fungierte er als Mitbegründer der Gesellschaft für Musiktheater deren Präsident er von 1965 bis 2024 war. Von 1963 bis 1969 produzierte und inszenierte er mehrere Fernsehfilme. Von 1964 bis 1971 wirkte Dostal als Dramaturg und Spielleiter in der Wiener Staatsoper. Für die Zeit von 1970 bis 1974 wurde er zum Generalsekretär der Internationalen Richard Strauss-Gesellschaft gewählt und übernahm von 1971 bis 1982 auch den Vorsitz des Richard-Wagner-Verbandes Wien. Seit 1970 war er Delegierter im Internationalen Theaterinstitut der UNESCO.
Franz Eugen Dostal war mit Helga Bertz-Dostal verheiratet. Er wurde am Wiener Zentralfriedhof bestattet.

## Werke (Auswahl)

### Ensemblemusik
- Verlorene Liebesmüh – Bühnenmusik zu der Komödie von William Shakespeare für Flöte, Klarinette und zwei Hörner, op. 10 (1955)[4]
- Medea – Musik zu der Tragödie von Euripides für eine Sprecherin, zwei Sprechchöre, Oboe, Trompete, zwei Posaunen und Schlagwerk (4 Spieler), op. 11 (1956)[4]
- Weihnachtliche Suite über Themen aus bekannten Weihnachtsliedern – Quartett für Altblockflöte, Triangel, Klavier und Violoncello, op. 14/14a (1963)[4]
- Pastorale für Blockflöte und Klavier – Duo für Blockflöte und Klavier, op. 16 (1965)[4]
- Scherzo – Duo für Violine und Klavier, op. 17 (1967)[4]
- Wolfsegger Heimatbuch – Zyklus für Sopran, Alt, Tenor, Bass und Klavier vierhändig, op. 25 (1990)[4]

### Solomusik
- Die Frau mit dem geneigten Haupte – Lied auf einen Text von Ludwig Uhland für Sopran und Klavier, op. 1 (1948)[4]
- Liebesprobe – Lied auf einen Text von Christian Friedrich Hebbel für Sopran und Klavier, op. 2 (1950)[4]
- Zwei Klavierstücke, op. 3 (1952)[4]
- Präludium für Klavier, op. 4 (1952)[4]
- Zweistimmige Fuge in C für Klavier, op. 5 (1953)[4]
- Zwei besoffene Lieder – für Tenor und Klavier, op. 8/8a (1953/1996)[4]
- Zweiundvierzig Variationen über ein Elftonthema für Orgel, op. 9 (1955)[4]
- Klavierstück, op. 13 (1963)[4]
- Zweistimmiger Kanon im Tritonus – für Klavier, op. 15 (1964)[4]
- Drei Lieder nach Texten von Helga Bertz-Dostal – Zyklus für Sopran und Klavier, op. 17 (1976–1979)[4]
- Chaconne für Gitarre, op. 20 (1982)[4]
- Drei Lieder nach Texten von Hermann Hesse – Zyklus für Bariton und Klavier, op. 21 (1983)[4]
- Drei Gesänge um Orpheus – Zyklus nach Texten von Karl Wawra für Sopran oder Tenor und Klavier, op. 22 (1983)[4]
- Sieben Gesänge aus dem Chinesischen – Zyklus für Sopran, Bariton und Klavier. Deutsche Nachdichtung von Manfred Hausmann (1985–1988)[4]
- Epigramm – Lied auf einen Text von Helga Bertz-Dostal für Sopran und Klavier, op. 24 (1987)[4]
- Perpetuum mobile – für Klavier, op. 26 (1993)[4]

## Schriften (Auswahl)
- Musiktheater in Österreich. Die Oper im 20. Jahrhundert (gemeinsam mit Helga Bertz-Dostal) 1972
- Das Alte Universitätsviertel als Festspielbezirk 1985